# Henry Cabot Lodge
Henry Cabot Lodge (født 12. maj 1850 i Boston, død 9. november 1924 i Cambridge, Massachusetts) var en amerikansk historiker.
Han studerede ved Harvard University, hvor han senere blev professor og inspektør. 1886 blev han medlem af kongressen. 1873—76 udgav han North American Review, 1879—81 International Review. Fra 1893 var han medlem af senatet, hvor han spillede en ikke ringe rolle.
Hans vigtigste historiske værker er følgende: Life and Letters af George Cabot (1877), Short History of the English Colonies in America (1883), en række biografier i samlingen American Statesmen, nemlig: Alexander Hamilton (1882), Daniel Webster (1883), George Cabot (1889) og George Washington (1889).
Desuden udgav han Hamiltons værker (9 bind, 1885). Af andre værker kan nævnes: Studies on History (1884), Popular Tales (1887), Ballads and Lyrics (1887), Boston (1891), Historical and Political Essays (1892), The Story of the American Revolution (1898), Story of the Spanish War (1899), One Hundred Years of Peace (1913).